# History of a Time to Come
History of a Time to Come è l'album di debutto del gruppo thrash metal inglese Sabbat, pubblicato nel 1988 dalla Noise Records.
Il CD è stato ristampato nel 2007 con l'aggiunta di cinque bonus tracks registrate durante un concerto tenutosi il 4 marzo 1990 a Berlino.

## Tracce
Testi di Martin Walkyier, musiche di Andy Sneap.
1. Intro (strumentale) – 2:04
2. A Cautionary Tale – 4:16
3. Hosanna in Excelsis – 4:01
4. Behind the Crooked Cross – 6:00
5. Horned Is the Hunter – 8:09
6. I for an Eye – 5:24
7. For Those Who Died – 6:22
8. A Dead Man's Robe (strumentale) – 4:48
9. The Church Bizarre – 5:09

Tracce bonus ristampa 2007
1. Hosanna in Excelsis (Live) – 4:32
2. Behind the Crooked Cross (Live) – 5:22
3. I for an Eye (Live) – 4:59
4. For Those Who Died (Live) – 5:45
5. The Church Bizarre (Live) – 4:43

## Formazione
- Martin Walkyier - voce
- Andy Sneap - chitarra
- Frazer Craske - basso
- Simon Negus - batteria